# South Dalton
South Dalton – wieś w Anglii, w hrabstwie East Riding of Yorkshire. Leży 22 km na północny zachód od miasta Hull i 267 km na północ od Londynu.